# Потоцкий, Александр Александрович
Алекса́ндр Алекса́ндрович Пото́цкий (30 августа 1864 — после 1917) — русский общественный деятель и политик националистического толка, член Государственной думы от Подольской губернии, товарищ председателя Всероссийского национального союза.

## Биография

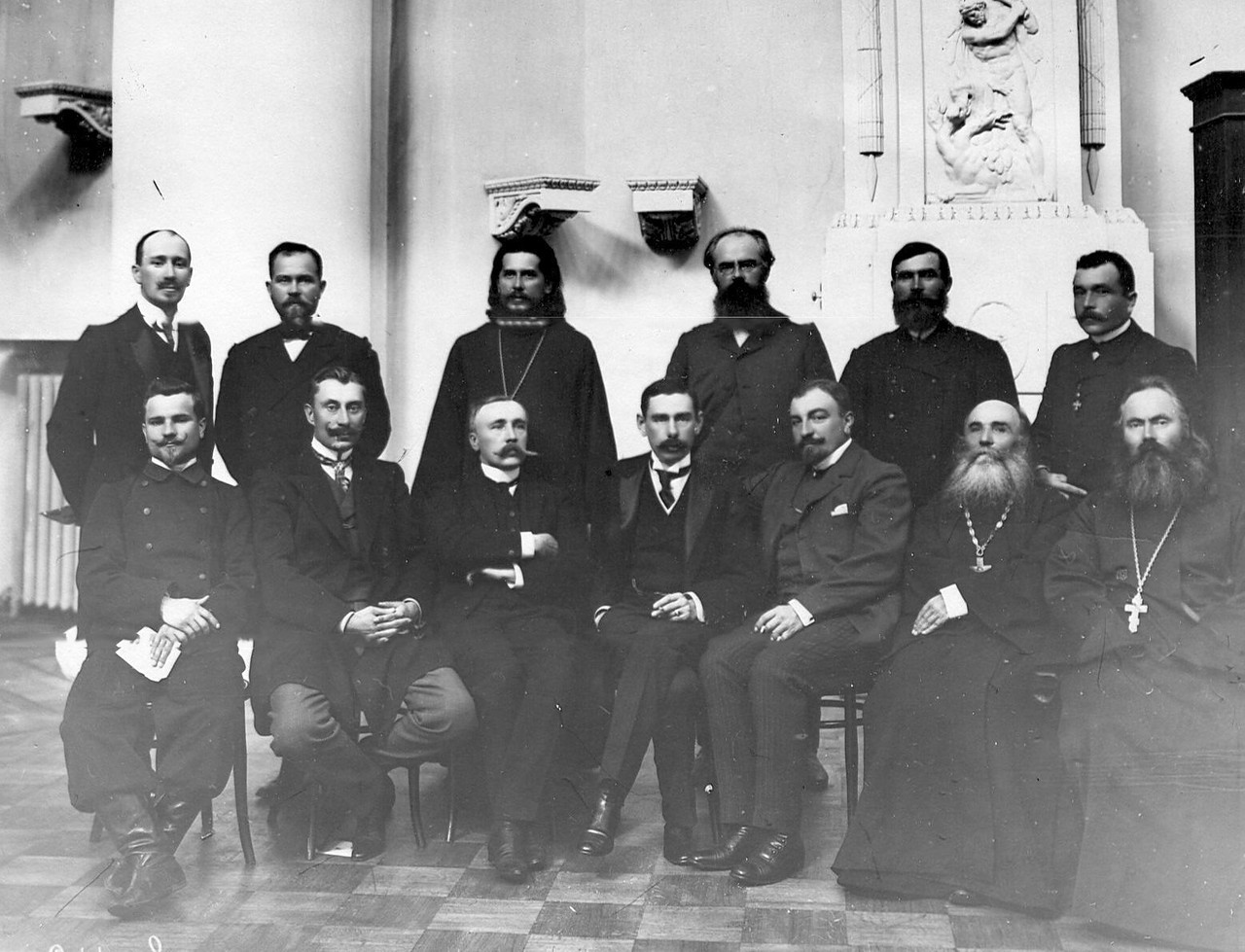
Депутаты Государственной думы Российской империи III созыва, от Подольской губернии. Сидят: Андрийчук Г. А., Потоцкий А. А., Червинский Г. Е., Балашёв П. Н., Гижицкий А. С., Маньковский Г. Т., Сендерко М. И.; стоят: Чихачёв Д. Н., Пахальчак В. К., Подольский В. И., Балаклеев И. И., Николенко П. Е., Галущак С. О.

Православный. Из потомственных дворян. Землевладелец Подольской губернии (350 десятин земли).
По окончании Одесского юнкерского училища в 1886 году, был выпущен офицером в 57-й пехотный полк Модлинский.
В 1893 году вышел в отставку в чине поручика. Начал службу по крестьянским учреждениям Юго-Западного края: сначала был кандидатом в мировые посредники, затем мировым посредником Киевской губернии (1896—1899) и Летичевского уезда Подольской губернии (1899—1912). Состоял гласным Летичевского уездного и Подольского губернского земств, почетным мировым судьей Легачевского судебно-мирового округа. В 1903—1906 годах был председателем правления Проскуровского Летичевского сельскохозяйственного общества.
В 1907 году был избран членом Государственной думы от Подольской губернии. Входил в Совет русской национальной фракции. Состоял докладчиком комиссий по государственной обороне и согласительной, а также членом комиссий: земельной, по государственной обороне, по местному самоуправлению. С учреждением Всероссийского национального союза вступил в партию.
В феврале 1912 года был избран товарищем председателя ВНС, а в октябре — вновь избран в Думу от съезда землевладельцев Подольской губернии. Входил во фракцию русских националистов и умеренно-правых (ФНУП), после её раскола в августе 1915 — остался среди сторонников П. Н. Балашова. Состоял докладчиком и товарищем председателя комиссии по военным и морским делам, секретарем комиссии личного состава, а также членом комиссий по Наказу и по переселенческому делу.
Судьба после 1917 года неизвестна. Был вдовцом, имел сына.

## Награды
- Орден Святого Станислава 2-й степени (1909)